# Joe Rubinstein

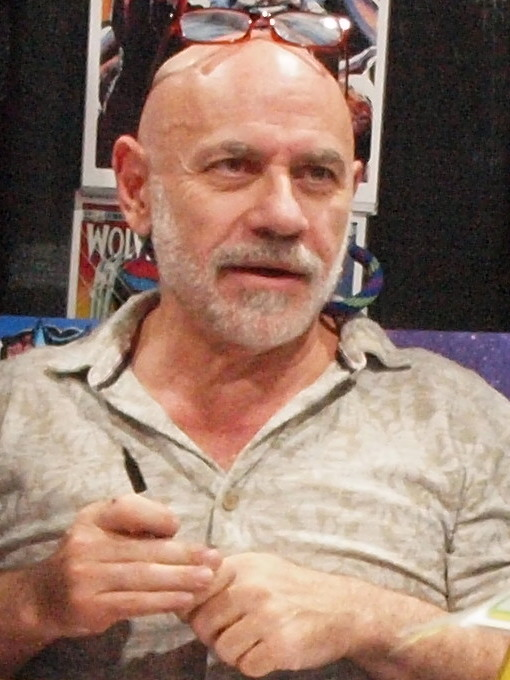
Joe Rubinstein (2023)

Josef „Joe“ Rubinstein (* 4. Juni 1958 in Wrocław) ist ein US-amerikanischer Comiczeichner.

## Leben und Wirken
Rubinstein wurde 1958 in Polen als Sohn jüdischer Eltern geboren. Als Kind wanderte er mit seinen Eltern erst nach Israel, später, 1963, in die Vereinigten Staaten aus, wo sie sich in New York City niederließen. Mit elf Jahren begann er 1969 Kurse in der New York Art Student League zu besuchen, wo unter anderem Arthur J. Foster, der Sohn von Hal Foster zu seinen Lehrern gehörte. 1971 gelang es Rubinstein, im Alter von nur 13 Jahren, in der professionellen Comicbranche Fuß zu fassen, als er auf einer Fachmesse den Zeichner Neal Adams kennenlernte. Adams, Rubinsteins großes künstlerisches Vorbild zu dieser Zeit, erklärte sich bereit, dem Teenager eine Stelle als Assistent in seinem und Dick Giordanos Studio Continuity Associates zu geben, wo Rubinstein die nächsten eineinhalb Jahre arbeitete.
Im Anschluss an diese Assistenztätigkeit begann Rubinstein 1975, als freischaffender Auftragszeichner zu arbeiten. Dabei spezialisiert er sich bis heute überwiegend darauf, als Tuschezeichner die Bleistiftskizzen anderer Künstler nachzubearbeiten und für den massenweisen Nachdruck aufzubereiten. Seither hat er für alle größeren und zahlreiche kleinere US-Comicverlage gezeichnet, so für DC-Comics, Marvel Comics und Dark Horse Comics.
Für Marvel Comics war Rubinstein als Inker maßgeblich an dem auf mehrere Jahrzehnte Laufzeit angelegten Mammut-Projekt Official Handbook of the Marvel Universe beteiligt. Für DC tuschte er zahlreiche Hefte von so bekannten Serien wie Action Comics, Detective Comics, Shadow of the Bat, Justice League International, Justice League Europe, Batman, Aquaman, The Spectre, Swamp Thing, Anarky, Starman, sowie die Miniserien Ion, Invasion! und Genesis. Federführend war er zusammen mit Doug Mahnke beim Relaunch von Superman – The Man of Steel – den deutschen Ausgaben des Panini Verlages.
Sein umfangreiches Werk als Comiczeichner brachte Rubinstein einen Eintrag im Guinness-Buch der Rekorde, das ihm den Rang desjenigen Tuschezeichners zubilligt, der mit den meisten Zeichnern zusammengearbeitet hat bzw. die höchste Zahl an Zeichnern vorweisen kann, deren Arbeiten er getuscht hat. Zu den Zeichnern, deren Bleistiftarbeiten Rubinstein überarbeitet hat, zählen unter anderem Don Newton, Dan Jurgens, Staz Johnson, Norm Breyfogle, Ron Frenz und John Byrne. Autoren, mit denen er gearbeitet hat, sind unter anderem Alan Grant, Chuck Dixon, John Ostrander, Tom Peyer, Dan Jurgens, Jeph Loeb und Joe Kelly.